# Floride espagnole
Pour les articles homonymes, voir Floride (homonymie).
1513–1763
1783–1818
Entités précédentes :
- Tribus amérindiennes

Entités suivantes :
- Floride occidentale (1763)
- Floride orientale (1763)
- Territoire de Floride (1821)

La Floride espagnole (en espagnol : Florida española, en anglais : Spanish Florida) fait référence à la colonie espagnole de Floride. Les Espagnols débarquèrent sur la péninsule, en 1513, et en revendiquèrent le territoire de 1565 à 1763 puis à nouveau de 1784 à 1821. Leurs prétentions territoriales, dans les années 1560, s'étendaient, au nord, jusqu'à la Mission Santa Elena qui se trouvait sur ce que l'on nomme aujourd'hui Parris Island en Caroline du Sud, près de Port Royal.
Par le traité d'Adams-Onís signé entre les États-Unis et l'Espagne le 22 février 1819 et prenant effet le 10 juillet 1821, les États-Unis ont acquis une reconnaissance internationale pour la domination qu'ils avaient exercée sur la Floride depuis 1818.

## Colonisation
Selon une légende populaire, l'Espagnol Juan Ponce de León aurait découvert la Floride en cherchant la fontaine de Jouvence. Il débarqua sur la côte orientale de la péninsule entre le 2 et le 8 avril 1513, sans doute près de l'actuelle ville de Saint Augustine,. Il baptisa l'endroit « La Pascua Florida », ce qui signifie « la Pâque fleurie » en référence au dimanche des Rameaux. Il se peut que Ponce de León ne fût pas le premier Européen à atteindre la Floride, car il aurait rencontré un Amérindien qui savait parler espagnol. Il est en tout cas le premier à observer le courant marin du Gulf Stream. Il fit route ensuite vers le sud où il fut blessé dans un affrontement contre les Calusas. Il fut gouverneur de Puerto Rico puis revint en 1521 afin de trouver de l'or et d'évangéliser les Amérindiens. L'établissement qu'il fonda avec environ 200 colons ne dura pas à cause des attaques répétées des Amérindiens dans lesquelles Ponce de Léon laissa sa vie.
À partir de cette date le territoire fut connu sous le nom de La Florida, bien que, de 1630 au XVIIIe siècle, le nom Tegesta (d'après la tribu des Tequestas) fût fréquemment utilisé à la suite de la publication d'une carte du cartographe néerlandais Hessel Gerritsz dans l'Histoire du Nouveau Monde de Johannes de Laet.
L'expédition de Pánfilo de Narváez explora la côte occidentale de la Floride, mais l'Espagnol trouva la mort dans une attaque amérindienne en 1528, tandis que le reste de l'expédition fut massacré ou sombra dans un ouragan. Les survivants, parmi lesquels Álvar Núñez Cabeza de Vaca, rejoignirent le Mexique en 1536 après avoir traversé tout le sud des États-Unis actuels. Leurs récits légendaires alimenteront plus tard les expéditions espagnoles destinées à trouver les fameuses cités d'or.

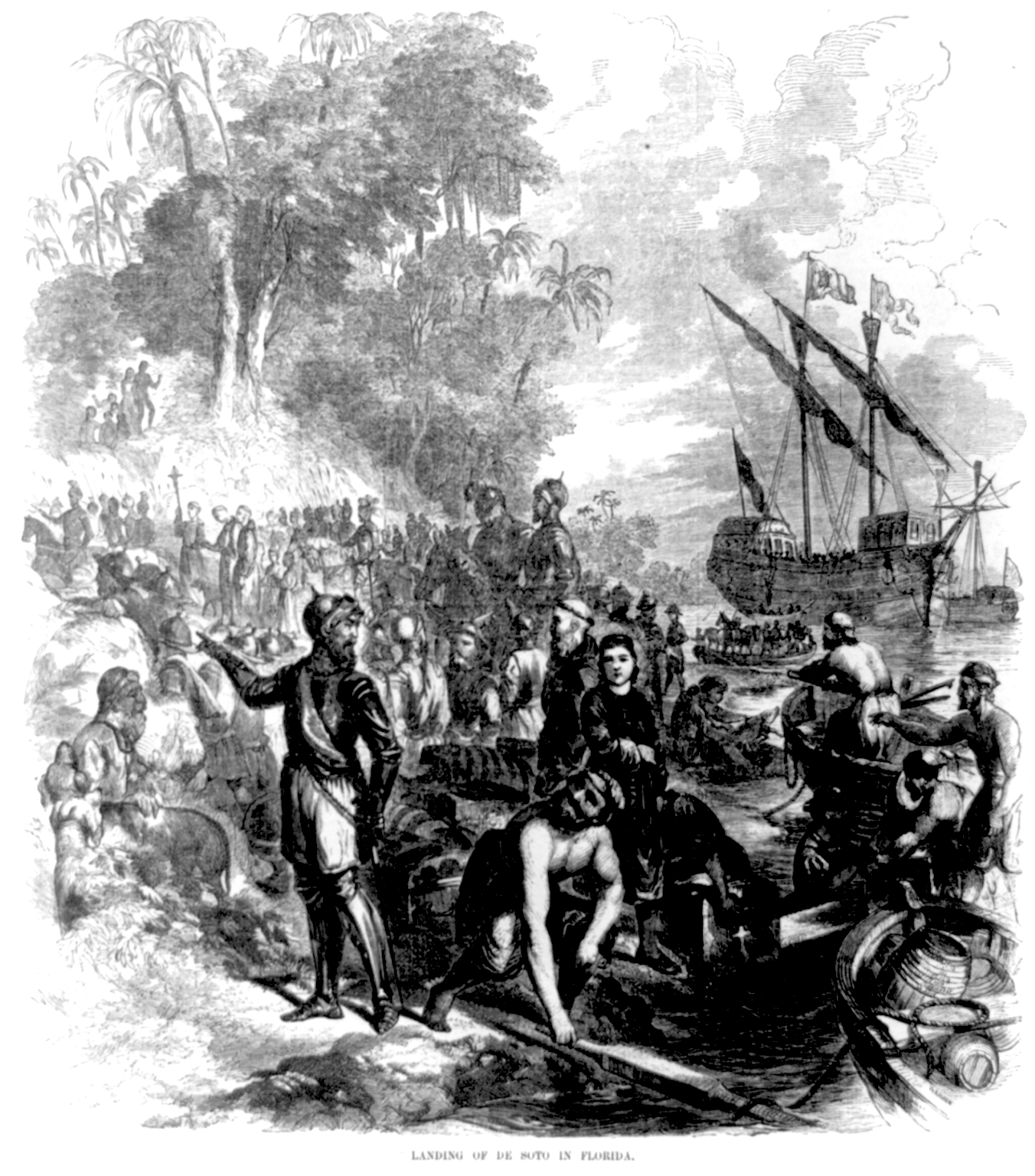
Débarquement d'Hernando de Soto en Floride. Gravure de 1855

Le 30 mai 1539, avec les neuf navires, 570 hommes et femmes et 213 chevaux, Hernando de Soto arriva en un lieu qu’il baptisa Espiritu Santo (l'actuel Bradenton (Floride) dans la baie de Tampa. De Soto s'engagea à l'intérieur des terres de Floride en direction du nord, explorant la côte ouest, et il subit quelques embuscades le long de sa route, de la part des autochtones. Son premier campement d'hiver, à la fin d'octobre 1539, fut à Anhaica, la capitale des Apalaches, le seul lieu où des archéologues ont trouvé des traces du passage de l'expédition. Celle-ci se dirigea ensuite vers l'ouest et traversa deux fois le Mississippi. Ses compagnons laissèrent des récits sur les indigènes de Floride qui furent publiés par la suite. Une tentative de colonisation à Pensacola menée par Tristán de Luna y Arellano en 1559 fut finalement abandonnée en 1561,.

### Nouvelle-France floridienne

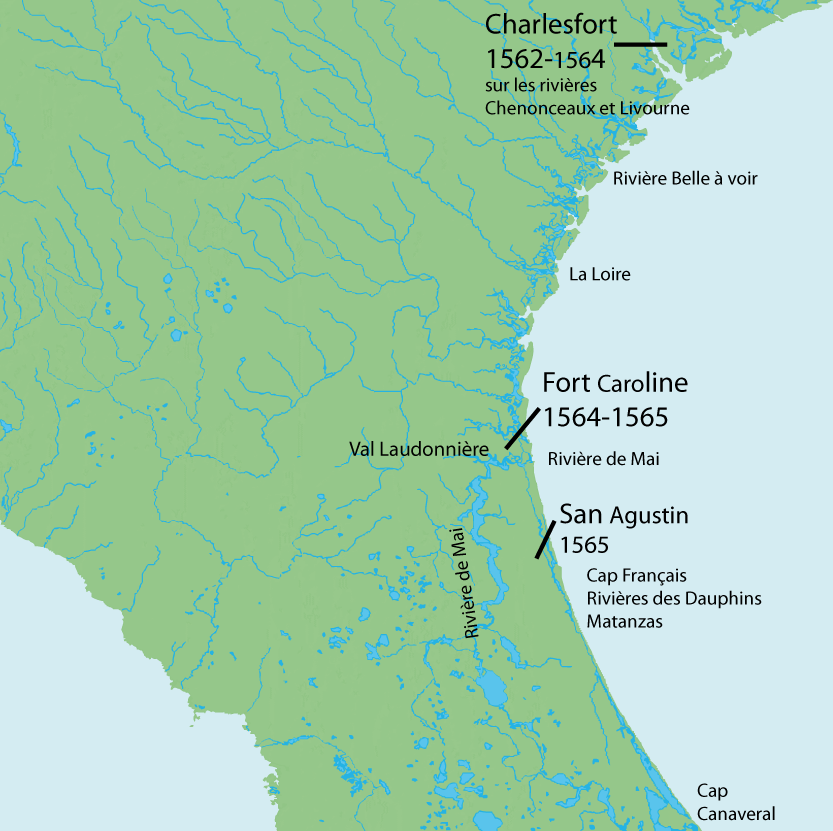
Nouvelle-France floridienne

Le projet d'une Nouvelle-France ayant échoué dans le Saint-Laurent en 1543, puis au Brésil en 1560, l'amiral Coligny qui cherchait à fonder une colonie-refuge huguenote envoie Ribault et Laudonnière en Floride.
Le huguenot français Jean Ribault aborda la côte orientale de Floride le 30 avril 1562 et construisit le Fort Charlesfort dans l'archipel aujourd'hui nommé Beaufort en Caroline du Sud.
Le 30 juin 1564, René de Laudonnière fonda la colonie de Fort Caroline en honneur du roi de France Charles IX), le long de la rivière de Mai (aujourd'hui Saint-John's), près de la Jacksonville actuelle, : il devait accueillir les réfugiés huguenots chassés par les guerres de religion.

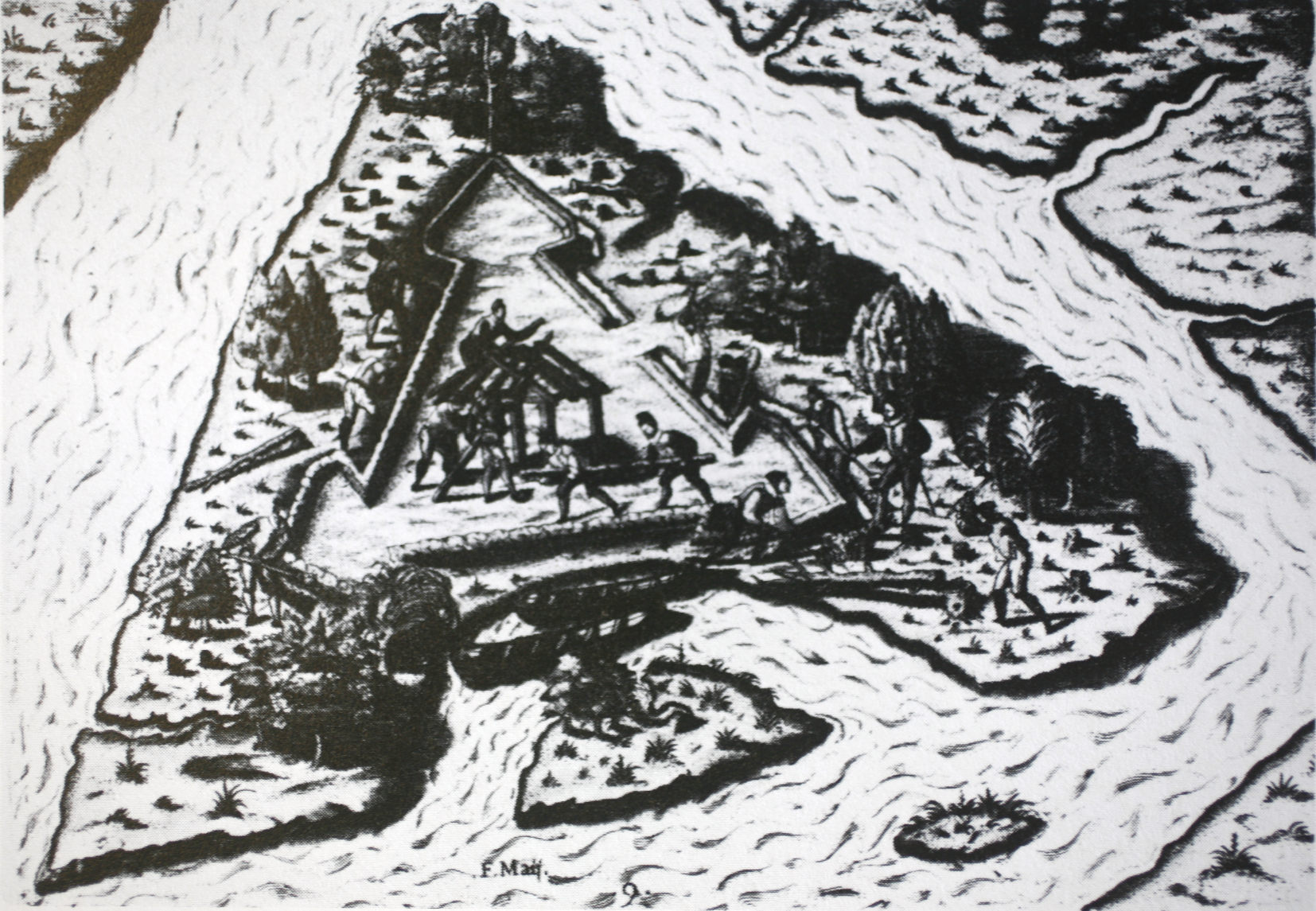
Construction du Fort Caroline

### Fin de Fort-Caroline, colonisation espagnole
Le 8 septembre 1565, la colonie espagnole de Saint Augustin fut fondée par Pedro Menéndez de Avilés : elle devint la plus ancienne colonie des États-Unis occupée en continu par des Européens,. Les Espagnols, en particulier des jésuites puis des franciscains, commencèrent à édifier des missions pour évangéliser et encadrer les Amérindiens.
Le 20 septembre 1565, Menéndez de Avilés s'empara du Fort Caroline par la voie terrestre en provenance de Saint Augustine, après qu'une attaque navale des Français s'échoua dans les intempéries. Les Français furent massacrés une première fois le 29 septembre et une seconde fois le 12 octobre : Jean Ribault trouva la mort lors de ces massacres. La deuxième série d'exécutions se déroula au bord d'une rivière, que l'on nomma par la suite Matanzas (mises à mort en espagnol). Les survivants furent déportés (on aurait retrouvé la trace de quelques-uns d'entre eux au Mexique). Menéndez renomma le fort « San Mateo ». Deux ans plus tard, celui-ci fut repris par le Français Dominique de Gourgues. Les positions espagnoles furent également menacées par les attaques amérindiennes et anglaises : le corsaire Sir Francis Drake (1542-1596) incendia Saint Augustine en 1586,. Les fondations espagnoles se multiplièrent au XVIIe siècle : la mission San Luis (actuelle Tallahassee), le castillo de San Marcos à Saint Augustine (construit avec une main d'œuvre amérindienne et africaine), Pensacola, etc. Mais la colonisation espagnole fut rendue difficile par les épidémies, comme celle de 1659. Malgré la fondation de Pensacola en 1698, les Espagnols durent céder du terrain aux Anglais installés au nord, dans la province de Virginie et la Caroline. À l'est, les Français, sous les ordres de Gilles-Marie des Nos, imposèrent leur domination sur la Louisiane et finirent par prendre temporairement Pensacola en 1719.

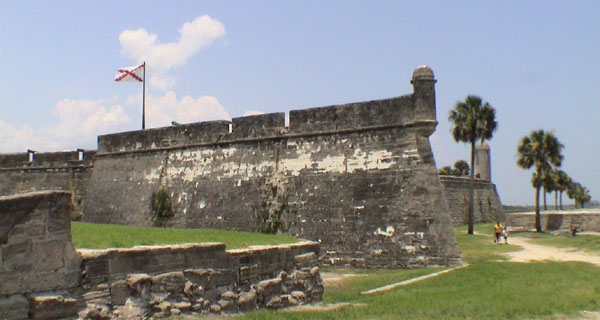
Le château San Marcos à Saint Augustine, capitale de la Floride espagnole.

Les attaques se poursuivirent au XVIIIe siècle : celle du colonel anglais James Moore[Lequel ?] contre Saint Augustine fut menée en coopération avec les Yamasee et les Creeks en 1702. La ville fut une nouvelle fois assiégée en 1740, sans pour autant que la Floride ne passât sous domination britannique.
Au cours du XVIIIe siècle, la Floride espagnole accueillit de nombreux réfugiés amérindiens (par exemple pendant la guerre Yamasee de 1715-1717) mais aussi des esclaves noirs en fuite, ce qui irritait les Anglais. La fondation de la Géorgie en 1733, l'effondrement du système missionnaire et les défaites des Apalachees, alliés des Espagnols, ouvrirent la région aux raids à visée esclavagiste jusqu'aux Keys. Ces violences finirent par décimer les Amérindiens, qui n'étaient plus que 300 en 1763.
Durant l'époque moderne (XVIe et XVIIIe siècles), les navires européens utilisaient le courant du Gulf Stream pour retourner en Europe, si bien que le détroit de Floride devint un lieu de passage stratégique. Plusieurs s'échouèrent sur les récifs au large de la Floride. Certaines îles servirent de refuge aux pirates et aux esclaves en fuite, comme Elliott Key dans la baie de Biscayne.

### Refuge des esclaves afro-américains
Les lois espagnoles sur l'esclavage héritées du droit canon, faisaient que les esclaves avaient des droits légaux y compris le droit de posséder des biens, de poursuivre en justice, de garder leurs familles ensemble et d'acheter leur liberté. Cette libéralisation faisait que les Espagnols de la Nouvelle Espagne pouvaient compter sur la collaboration de leurs esclaves aussi bien en tant que militaires qu'en tant qu'ouvriers agricoles. Ces lois espagnoles sur l'esclavage attirent des esclaves en fuite des colonies anglaises à proximité. Les fugueurs s'étaient transmis la formule magique : "Je veux être baptisé dans la seule vraie foi (catholique)". Après bien des hésitations, le roi d'Espagne Charles II a jugé bon de tirer parti de la dévotion apparente des fugueurs. En 1693, il décrète que tout esclave fuyant les colonies britanniques serait affranchi et protégé à partir du moment où il mettait les pieds en territoire espagnol. En échange de ce droit d'asile les fugueurs devaient s'engager à suivre la foi catholique et à s'engager dans la milice et être prêts à verser jusqu'à leur "dernière goutte de sang pour défendre la Grande Couronne d'Espagne et la Sainte Foi",,. C'est ainsi qu'entre le XVIIe et le milieu du XVIIIe siècle, des esclaves ont fui les colonies britanniques pour rejoindre la Floride espagnole avec l'espoir d'une vie meilleure, notamment à Saint Augustine, où ils fondent une colonie noire Gracia Real de Santa Teresa de Mose,.
En 1726, le gouverneur de Floride Antonio de Benavides (en) créée une milice d'esclaves afro-américains pour aider les régiments espagnols à défendre Saint-Augustin contre les attaques britanniques. Il nomme un Afro-Américain Francisco Menéndez à la tête de la milice avec le grade de capitaine.
En 1733, le gouvernement espagnol interdit la vente d'esclaves en fuite à des particuliers et offre aux miliciens la liberté après quatre années de service. En 1737, Menéndez et plusieurs autres miliciens afro-américains obtiennent la liberté inconditionnelle du nouveau gouverneur de Floride, Manuel de Montiano (en).
En 1738 Manuel de Montiano déclare que le village de Gracia Real de Santa Teresa de Mosé est une commune pour les citoyens afro-américains de Saint-Augustin et y fait construire un fort abritant près de 40 hommes et femmes libres, dont Menéndez et son épouse María. Menéndez devient le chef de la communauté de Fort Mose.

## Possession britannique

Le territoire de Floride occidentale en 1767.

En 1763, l'Espagne échangea la Floride avec la Grande-Bretagne, pour reprendre le contrôle de La Havane, à Cuba, qui avait été prise par les Britanniques lors de la guerre de Sept Ans. La presque totalité de la population espagnole quitta la région, ainsi que les peuples indigènes qui avaient été convertis au catholicisme par les missionnaires espagnols. Les Britanniques divisèrent le territoire en Floride orientale et Floride occidentale et commencèrent à recruter des colons afin de peupler la région, leur offrant des terres gratuites.

## Retour en mains espagnoles

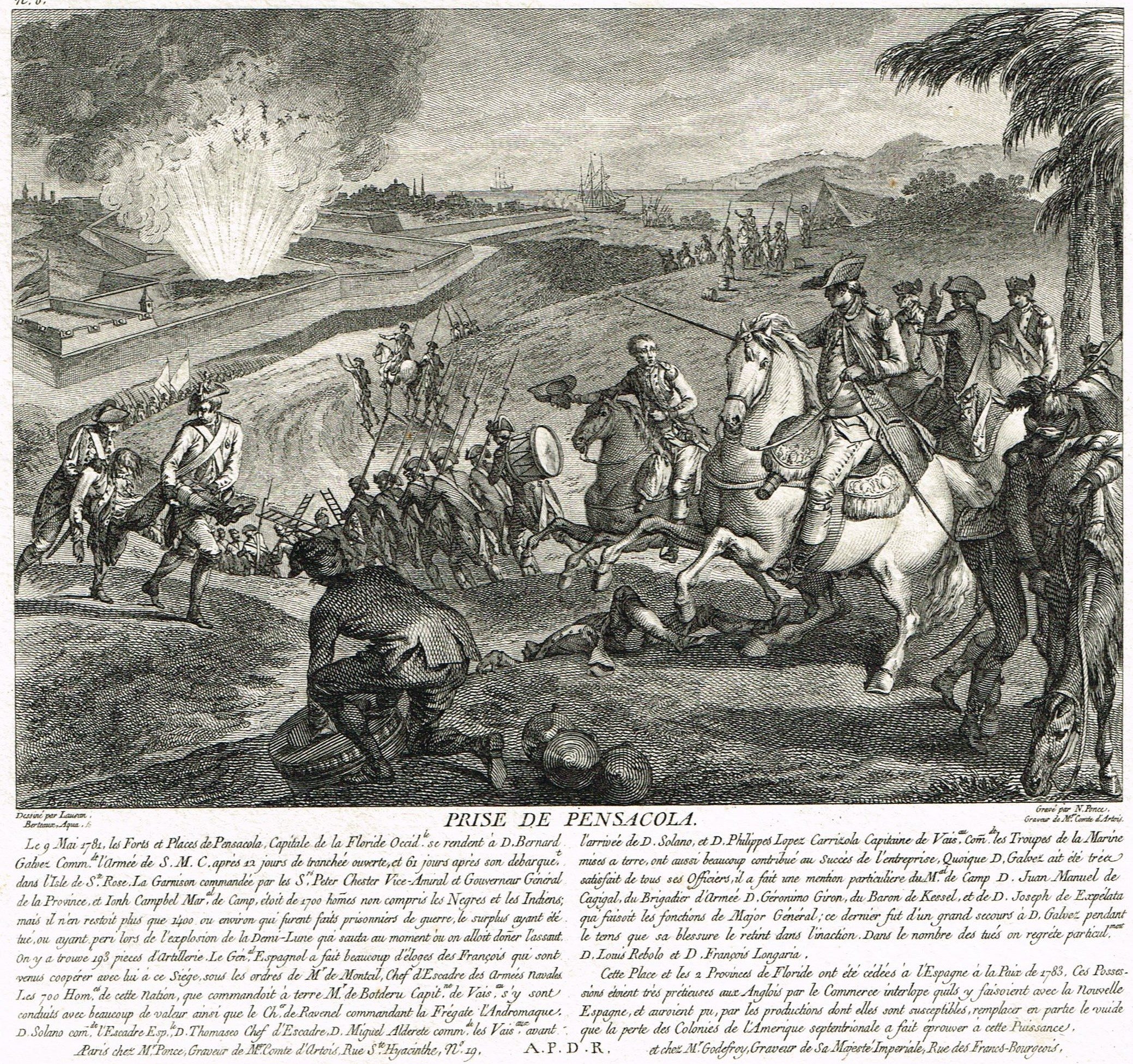
Les Espagnols débarquent à Pensacola et s'emparent de la Floride orientale en 1781 avec l'aide de la flotte française.

Lors de la Révolution américaine, les Britanniques, qui contrôlaient la Floride, recrutèrent des Séminoles pour accomplir des raids sur les colonies de Géorgie. La confusion, due à la guerre, permit également à davantage d'esclaves de s'enfuir vers la Floride. Ces événements firent des Séminoles les ennemis des tout jeunes États-Unis. En 1783, le Traité de Paris, par lequel la Grande-Bretagne reconnaissait l'indépendance des États-Unis, mit fin à la Guerre d'indépendance des États-Unis et restitua la Floride à l'Espagne, à l'exception du territoire annexé à la partie nord-ouest en 1764. Avec quelques faibles garnisons stationnées à Saint-Augustine, Saint-Marks et Pensacola, la mainmise de l'Espagne sur la région était des plus légères. La frontière entre la Floride et les États-Unis n'était pas non plus contrôlée. Les Mikasukis et autres groupes séminoles occupaient toujours des villages aux États-Unis, alors que des squatters américains s'installèrent en Floride espagnole.
La Floride avait été divisée en Floride orientale et Floride occidentale par les Britanniques en 1763, division que les Espagnols conservèrent lorsqu'ils reprirent la Floride en 1783. La Floride Occidentale s'étendait de l'Apalachicola River au Mississippi. Ajoutées à leurs possessions de Louisiane, cela donnait aux Espagnols le contrôle de toutes les embouchures des fleuves qui traversaient les États-Unis à l'ouest des Appalaches. Ceci, ajouté à la volonté des Américains d'étendre leur territoire, doctrine que l'on nomma la Destinée manifeste, les États-Unis désiraient acquérir la Floride, à la fois pour permettre l'utilisation commerciale des fleuves et pour empêcher que la Floride puisse être utilisée par les Européens comme base d'invasion des États-Unis.

## Conquête américaine
Les colons anglais n'acceptaient pas la souveraineté espagnole: ils se révoltèrent en 1810 et fondèrent une éphémère République libre et indépendante de Floride occidentale (Free and Independent Republic of West Florida). Le 27 octobre 1810, le président américain James Madison annexa la Floride occidentale, considérée comme faisant partie de l'achat de la Louisiane. Fulwar Skipwith et le gouvernement de la Floride occidentale refusèrent dans un premier temps cette annexion. William C. C. Claiborne fut chargé par Washington de prendre possession du territoire en décembre 1810, qui fut intégré à l'Orleans Territory. Le district de Mobile ne fut annexé qu'en 1812 au Mississippi Territory alors que l'Espagne continuait de revendiquer l'ouest de la Floride. Les Amérindiens séminoles, situés en Floride orientale, commencèrent à attaquer la Géorgie aux États-Unis, ce qui provoqua des incursions de l'armée américaine. La Première Guerre séminole fut menée par Andrew Jackson en 1817-1818, le territoire est occupé par les États-Unis, contrôlant de fait l'est de la Floride, son domaine étant reconnu par le traité d'Adams-Onís signé le 22 février 1819 et qui prit effet en juillet 1821. En échange, les États-Unis renonçaient à prendre le Texas, la "vente" étant fausse, cela est dû à une erreur d'interprétation, les 5 millions de dollars évoqués n'étaient pas pour "l'achat" de la Floride, mais pour payer les créances des colons yankees contre l'Espagne au Texas.

## Sources
- (fr) Louis-Narcisse Baudry Des Lozières, Voyage à la Louisiane, et sur le continent de l'Amérique septentrionale ..., Paris : Dentu, 1802. (OCLC 64411476)
- (en) Verne E Chatelain, The defenses of Spanish Florida, 1565 to 1763, Washington, D.C., 1941. (OCLC 1482658)
- (en) John Missall, Mary Lou Missall, The Seminole Wars: America's Longest Indian Conflict. University Press of Florida 2004. (OCLC 54005595)
- (es) Eugenio Ruidíaz y Caravia, La Florida; su conquista y colonizacion ..., Madrid, Imp. de los hijos de J.A. Garcia, 1893. (OCLC 1618812)
- (en) John Jay TePaske, The governorship of Spanish Florida, 1700-1763, Durham, N.C. : Duke University Press, 1964. (OCLC 27305465)